# Neagh Lacus
Il Neagh Lacus è una struttura geologica della superficie di Titano.